# Alcuino di York
Alcuino di York (Alhwin, Alchoin o, in latino, Albinus o Flaccus; York, 735 circa – Tours, 19 maggio 804) è stato un pensatore e teologo anglosassone, venerato come santo dalla Chiesa d'Inghilterra e come beato dalla Chiesa cattolica.
Alcuino fu uno dei principali artefici del Rinascimento carolingio: insegnò soprattutto grammatica e arti liberali, improntando il suo magistero a una pedagogia di tipo dialettico. Fu consigliere di Carlo Magno.

## Biografia

### Dalle origini alla corte di Carlo Magno
Proveniente da una nobile famiglia della Northumbria, il suo luogo di nascita è questione controversa. Probabilmente, però, nacque a York o nelle immediate vicinanze. Mentre era ancora bambino, entrò nella scuola della cattedrale ivi fondata dall'arcivescovo Egberto. La sua attitudine presto attirò l'attenzione di Alberto, allievo di Egberto e maestro nella scuola, nonché quella dell'arcivescovo, che dedicarono particolare attenzione alla sua istruzione. Da giovane, in compagnia del suo maestro, fece numerose visite in continente e quando nel 767 Alberto subentrò nella sede di York il compito di dirigere la scuola fu naturalmente devoluto ad Alcuino.
Durante i quindici anni che seguirono si dedicò alla scuola di York attirandovi numerosi studenti e arricchendone la già preziosa biblioteca. Di ritorno da Roma, nel marzo 781, incontrò Carlo Magno a Parma. Qui fu invitato dal principe, che ammirava grandemente, a trasferirsi in Francia e stabilirsi a corte come "Maestro della Scuola Palatina". La scuola rimase ad Aquisgrana per la maggior parte del tempo, ma si mosse di luogo in luogo, seguendo la residenza reale.

### Educatore e studioso
Della sua opera di educatore e studioso si può dire, in generale, che si inquadrava per la maggior parte nel movimento per la rinascita degli studi che distinse l'età in cui visse e che rese possibile la grande rinascita intellettuale di tre secoli dopo. Con lui la scuola anglosassone raggiunse la massima influenza. La ricca eredità intellettuale lasciata da Beda il Venerabile a Jarrow fu ripresa da Alcuino a York e, attraverso le sue opere nel continente, divenne propria della civilizzata Europa.

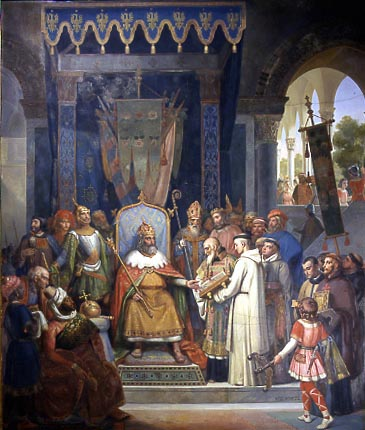
Alcuino presenta i manoscritti del suo scriptorium a Carlo Magno (Victor Schnetz, 1830)

Le influenze che Alcuino subì a York derivavano principalmente da due fonti: irlandese e continentale. Dal VI secolo in poi i monaci irlandesi furono impegnati a fondare scuole, chiese e monasteri in tutta Europa; e da Iona, secondo Beda, Aidan e altri missionari celtici portarono la conoscenza dei classici e la fede cristiana in Northumbria.
Tuttavia, la scuola celtica contribuì solo indirettamente alla formazione di Alcuino. La forte caratterizzazione romana che aveva imbevuto la Scuola di Canterbury, fondata da Teodoro e da Adriano, inviati dal Papa in Inghilterra nel 669, si riproponeva naturalmente nella Scuola di Jarrow e da questa, a sua volta, nella scuola di York. L'influenza è ben visibile in Alcuino, sia sul lato religioso, per la sua adesione alla tradizione romana, sia sul lato intellettuale poiché la sua conoscenza del greco, materia prediletta dagli studiosi irlandesi, sembra essere stata molto approssimativa.
Una caratteristica importante del lavoro di educatore svolto da Alcuino a York fu la cura e la conservazione, nonché l'ampliamento, della sua preziosa biblioteca. Intraprese infatti molti viaggi attraverso l'Europa al solo scopo di copiare e raccogliere libri. Riunì intorno a sé anche numerosi allievi provenienti da tutte le parti d'Inghilterra e da tutto il continente europeo.
Una caratteristica della scuola che merita di essere citata era l'organizzazione degli studi di impronta moderna: gli studenti erano separati in classi, secondo gli argomenti e i soggetti studiati, con un insegnante per ogni classe. Ma fu solamente quando assunse l'incarico presso la Schola Palatina che le abilità di Alcuino risaltarono maggiormente. Nonostante l'influenza di York, in Inghilterra la cultura era in declino, il paese scosso da contrasti e da guerre civili, e Alcuino percepì nella crescente potenza di Carlo Magno e nel suo desiderio di sviluppo della cultura un'opportunità che neanche York, con tutta la sua preminenza, poteva offrire. Non rimase deluso. Carlo contava sull'educazione per completare l'opera di costruzione del suo impero e la sua mente era piena di progetti educativi.

### La rinascenza carolingia
Una rinascita letteraria, in realtà, era già incominciata. Ad Aquisgrana giunsero studiosi provenienti da Italia, Germania e Irlanda e, quando nel 782 Alcuino si trasferì presso Carlo Magno, presto, insieme con i giovani membri della nobiltà che era stato chiamato a istruire, si trovò circondato da un gruppo di studenti più anziani, alcuni dei quali erano considerati tra i migliori studiosi del tempo. Sotto la sua guida, la Schola Palatina divenne ciò che Carlo aveva sognato: il centro della conoscenza e della cultura per il regno e l'Europa intera. Carlo Magno stesso, la sua regina, sua sorella, i tre figli e le due figlie studiarono presso la scuola: un esempio che il resto della nobiltà non mancò di imitare. Il maggior merito di Alcuino quale educatore laico, tuttavia, non fu solamente la formazione di una generazione di uomini e donne, ma soprattutto l'ispirare, con la sua passione per l'insegnamento e l'apprendimento, giovani di talento che accorrevano a lui da tutte le parti.

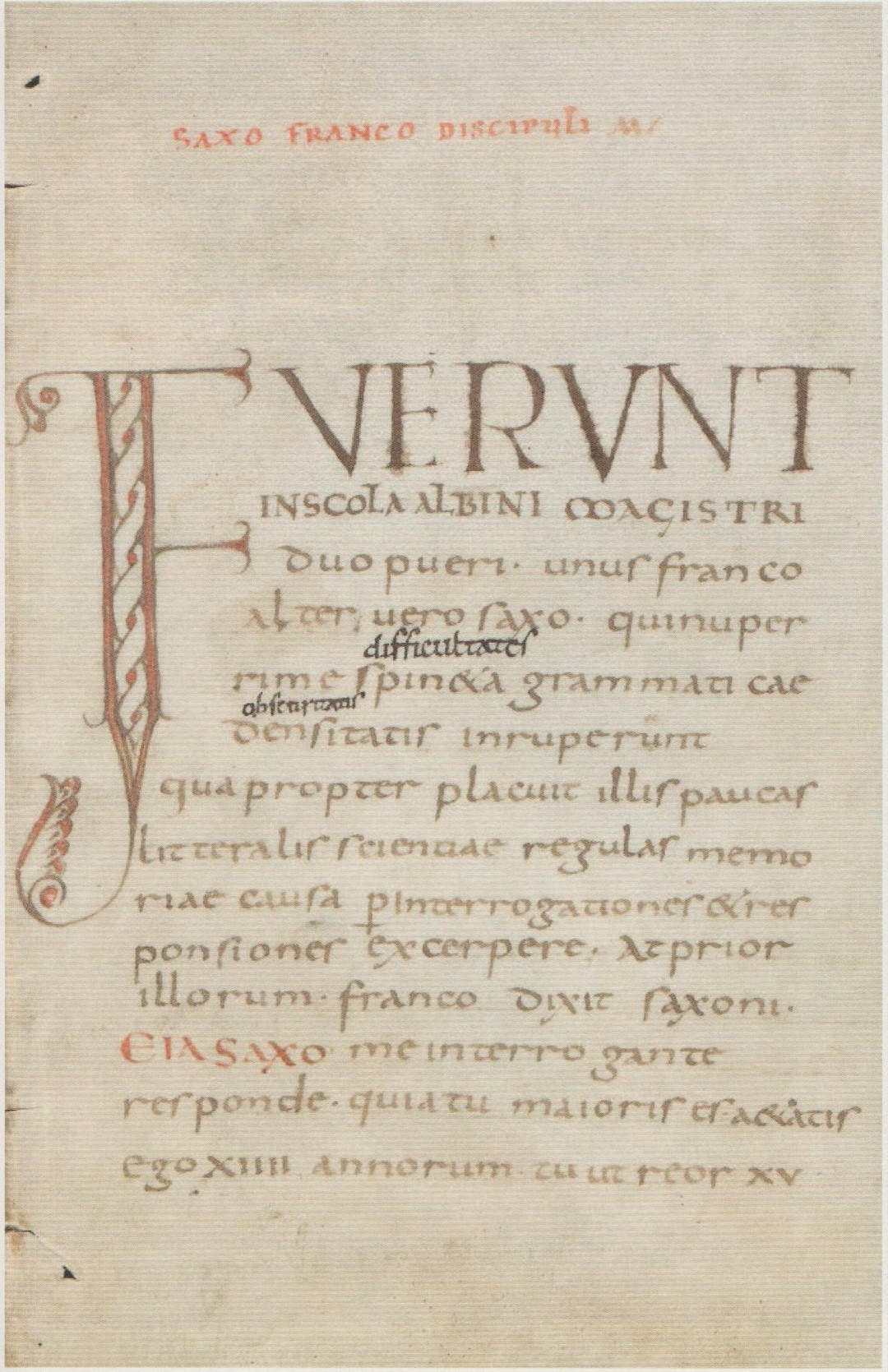
Manuale di grammatica, copia più antica (anno 800 circa). Abbazia di San Martino a Tours (Francia).

Alcuino, come Beda, era un insegnante piuttosto che un pensatore, un produttore e un distributore piuttosto che un originatore di conoscenza e, in questo senso, la predisposizione del suo genio rispose perfettamente alle necessità intellettuali dell'epoca, che erano la conservazione e la rinascita al mondo dei tesori di conoscenza ereditati dal passato e a lungo nascosti. «Disce ut doceas» ("impara per insegnare") fu il motto della sua vita, e il valore supremo che dava all'ufficio dell'insegnamento è riconoscibile nell'ammonimento che impartiva sempre ai suoi discepoli: «chi non impara in gioventù, non insegna in vecchiaia» («Qui non discit in pueritia, non docet in senectute»). Anche vivendo nel mondo e quindi molto occupato negli affari pubblici, condusse una vita in completa umiltà; ebbe un infinito entusiasmo per lo studio e un instancabile zelo per il lavoro pratico in classe e in biblioteca.

### Pedagogo apprensivo
La sua disponibilità e umanità lo resero universalmente amato e il vincolo che lega maestro e allievo si evolse spesso in un'intima amicizia che durò per tutta la vita. Molte delle sue lettere che si sono conservate furono scritte ai suoi ex allievi; di queste più di trenta erano indirizzate all'amato discepolo Arno, che divenne arcivescovo di Salisburgo. Prima di morire, Alcuino ebbe la soddisfazione di vedere i giovani che aveva preparato impegnati nell'opera dell'insegnamento in tutta Europa. «Ovunque - diceva Wattenbach parlando del periodo che seguì - in qualsiasi attività letteraria visibile, si può essere certi di trovare un allievo di Alcuino».
Molti dei suoi allievi occuparono posizioni di prestigio nella Chiesa e negli Stati e prestarono la loro influenza alla causa della cultura, come il succitato Arno, arcivescovo di Salisburgo; Teodolfo, vescovo di Orléans; Eanbaldo, arcivescovo di York; Adelardo, il cugino di Carlo, che divenne abate di Corvey, in Renania Settentrionale-Vestfalia; Aldrich, abate di Ferrières, e Fredegiso, successore di Alcuino a Tours. Tra i suoi allievi a Tours fu anche il celebrato Rabano Mauro, che nella sua scuola a Fulda proseguì il lavoro intrapreso da Alcuino ad Aquisgrana e a Tours.

### Alcuino e il programma culturale di Carlo
Lo sviluppo della Schola Palatina, tuttavia, per quanto importante, fu solo una parte dei grandi piani culturali di Carlo Magno. Per la diffusione della cultura, dovevano essere istituiti in tutto il regno altri centri educativi e per questo, in un'epoca in cui l'istruzione era così ampiamente sotto il controllo della Chiesa, era essenziale che il clero dovesse essere composto da uomini di cultura.
Con questo obiettivo bene in vista, furono emanati, a nome dell'imperatore, una serie di decreti o Capitolari, che imponevano a tutto il clero secolare e regolare, pena la sospensione dall'ufficio, la capacità di leggere e scrivere e il possesso delle cognizioni necessarie per l'intelligente esercizio delle funzioni imposte dallo stato clericale. Dovevano essere istituite scuole di lettura a beneficio dei candidati al sacerdozio e i vescovi erano tenuti a esaminare il loro clero di tanto in tanto per accertarne il grado di conformità con tali disposizioni legislative. Fu stilato anche un programma per l'istruzione elementare universale. Un capitolare dell'anno 802 stabiliva che «tutti avrebbero dovuto mandare il proprio figlio a studiare lettere, e che il bambino doveva rimanere a scuola con la massima diligenza fino a che non fosse stato ben istruito» (West, 54). In virtù dei decreti del Concilio di Vaison, in ogni città e villaggio doveva essere istituita una scuola in cui i sacerdoti avrebbero insegnato gratuitamente.
È impossibile stabilire in che misura Alcuino contribuì all'organizzazione di un così vasto sistema di istruzione basato su un'istituzione centrale, la Schola Palatina, un certo numero di scuole subordinate in cui si insegnavano le arti liberali sparse in tutto il Paese, e scuole per la gente comune in ogni città e villaggio. La sua mano non è percepibile in alcun provvedimento legislativo, ma non vi può essere alcun dubbio sul fatto che ebbe molto a che fare con l'ispirazione, se non con la definizione, di queste leggi. «La voce - dice giustamente Gaskoin - è la voce di Carlo, ma la mano è la mano di Alcuino» Fu, comunque, anche su Alcuino e i suoi allievi che ricadde la responsabilità dell'applicazione delle leggi.
È vero che le leggi furono applicate imperfettamente; le misure previste e parzialmente attuate per l'istruzione delle persone non furono un completo successo; il movimento per la rinascita e la diffusione della cultura in tutto l'Impero non giunse a buon fine, tuttavia molte cose erano destinate a durare nel tempo. «La saggezza accumulata o il passato, che aveva corso il pericolo di scomparire, era stato preservato e, quando diversi secoli più tardi, giunse una più grande e permanente rinascita culturale, le fondamenta gettate nell'VIII secolo erano ancora lì, pronte a sostenere il peso della più elevata cultura che gli studiosi della nuova rinascita avrebbero costruito» (Gaskoin, cit., p. 209).

### L'ultimo ventennio
Nel 786, Alcuino ritornò in Inghilterra a causa, a quanto pare, di importanti affari ecclesiastici e nuovamente, nel 790, in missione per conto di Carlo Magno. Nel 794, Alcuino partecipò al sinodo di Francoforte, dove ebbe una parte molto importante nella definizione dei decreti di condanna dell'Adozionismo nonché negli sforzi compiuti successivamente per la sottomissione dei recalcitranti prelati spagnoli.
Nel 796, dopo aver compiuto il suo sessantesimo compleanno, ansioso di ritirarsi dal mondo, fu nominato da Carlo Magno abate di San Martino a Tours. Qui, nella sua vecchiaia, ma con immutato slancio, si dedicò alla costruzione di una scuola monastica modello, raccogliendo libri e attirando studenti, come aveva fatto in precedenza a York e ad Aquisgrana; indicando, tra l'altro, ai suoi confratelli che «fodere quam vites melius est scribere libros», cioè che la via del sapere è migliore di quella dell'agricoltore cui indulgeva ancora una parte piuttosto ampia del movimento monastico. Dai re carolingi della Scuola palatina ricevette in dono cinque abbazie: Ferrières, Flavigny, Saint-Josse-sur-Mer, San Lupo a Troyes e Berge presso Liegi.
Alcuino ebbe probabilmente un ruolo importante come consigliere di Carlo Magno nello storico incontro avvenuto a Paderborn nell’estate del 799 con papa Leone III, incontro durante il quale si stabilirono gli accordi per istituire il Sacro Romano Impero.
Poiché nelle sue lettere amava definirsi «Albinus, humilis Levita», alcuni studiosi sono convinti che Alcuino sia stato solo un semplice diacono, mentre altri suppongono che in età ormai avanzata sia diventato sacerdote. Il suo anonimo biografo, nel descrivere l'ultimo periodo della sua vita, dice che «celebrabat omni die missarum solemnia» Jaffé et al., Monunmenta alcuiniana, Vita, 30). In una delle sue ultime lettere, Alcuino accettava il dono di una casula, che prometteva di utilizzare nelle «missarum solemniis» (Epistola 203). È probabile che egli fosse un monaco benedettino, ma anche questo è contestato, e alcuni storici hanno supposto che fosse un membro del clero secolare, anche quando esercitava l'ufficio di abate a Tours.
Morì a Tours il 19 maggio 804.

## Alcuino educatore
Secondo il pensiero di Alcuino lo studio delle artes non è mai dedicato ad un fine escluso di conoscenza personale, ma l’applicazione di esse è pienamente funzionale alla formazione del cristiano, come condizioni preliminari che permettano al discorso teologico di potersi comporre e sviluppare in modo corretto e consapevole. Lo studio di tutti i testi alcuiniani dedicati a tematiche teologiche e composti per difendere la fede ortodossa dagli eretici va orientato in questa direzione: la lettura delle Scritture, l’ossequio dei Padri e la conoscenza delle artes sono fondamentali per la formazione di un buon cristiano, infatti i detrattori della fede corrispondono proprio a chi non è in grado di coordinare tra loro queste competenze.

### Le arti del trivio
Le principali opere dedicate allo studio delle artes del trivium sono:
- Ars grammatica (ALC 9[7]) Trattato didattico di grammatica, scritto in forma di dialogo tra un maestro e due studenti, di cui uno sassone e l’altro anglosassone (a partire da questo elemento la diffusione anche di titoli come Dialugus Saxonis et Franconis de octo partibus orationis per identificare sempre la medesima opera)[8]. Il periodo di composizione può essere individuato nel 798 a Tours, ma secondo altri studi invece sarebbe più corretto associarlo al periodo di soggiorno di Alcuino alla corte di Carlo Magno[9]. L’oggetto della grammatica è lo studio delle voces, cioè i suoni che si utilizzano per comunicare i contenuti, rappresentate con un segno grafico (forme litteratae) e per questo essa viene definita litteralis scientia[10]. Attraverso anche l’uso di fonti come Prisciano, Donato, Beda, Cassiodoro, Cicerone, Giulio Vittore e Isidoro di Siviglia Alcuino cerca di ricondurre all’uso di una buona grammatica, eliminando barbarismi e solecismi e stabilendo una grafia e una punteggiatura corretta[11]. Gli exempla (esempi) utilizzati sono tutti di origine pagana, non è presente nessuna espressione scritturale, proprio a dimostrazione dello statuto normativo della disciplina a prescindere dal campo di applicazione. L’interazione tra i termini del discorso, a partire dai singoli elementi costitutivi della parola, è compito della dialettica e della retorica[12].
- De dialectica (Disputatio de dialectica et de virtutibus eius sapientissimi regis Karoli et Albini magistri) (ALC 26)
- De orthographia (ALC 32) Trattato scritto a Tours probabilmente tra il 797 e l’800, per molto tempo considerato perduto perché fu trasmesso da molti manoscritti sotto il nome di Beda; è preceduto da un distico dedicato a Carlo Magno[13]. Ne esistono due redazioni, ma gli editori non le distinguono rigorosamente: le differenze consistono in qualche aggiunta, omissione, disposizione diversa dei lemmi e varianti del distico. La redazione 2, cronologicamente posteriore, potrebbe essere una rielaborazione della prima, risalente al 799 e forse incompiuta. Il testo ha molta importanza anche ai fini della giusta correzione dei testi, tra cui la Bibbia, compito di grande priorità per Alcuino, ma anche per Carlo Magno, come messo in evidenza sia nell'Admonitio Generalis che nell'Epistola de litteris colendis[14]. Sono presenti richiami a Cassiodoro, Prisciano, Isidoro di Siviglia e numerosi estratti dal De orthographia di Beda[15]. È importante anche notare la preoccupazione di Alcuino sia per l’ortografia che per la pronuncia, in un’attenta distinzione per esempio dei tratti b e v, che tendevano ad essere interscambiati (opposizioni come beneficus e veneficus, bibere e vivere)[16]. La fissazione nei testi scritti e in uso dalla Chiesa di una regola ben definita, basata sul semplice principio di pronunciare uno specifico suono per ogni lettera scritta, portò rapidamente ad un grande distacco con il linguaggio del popolo, fino a che, circa un decennio dopo la morte di Alcuino (813), attraverso il concilio di Tours, si riconobbe ufficialmente che ormai lingua parlata e latino usato nello scritto fossero lingue distinte[17].
- Disputatio de rhetorica et de virtutibus sapientissimi regis Caroli et Albini magistri (ALC 39)
- Disputatio de vera philosophia (ALC 40) Opera a lungo considerata come introduzione all'Ars grammatica, essendo collocata in posizione subito antecedente ad essa nella maggior parte dei manoscritti, ma oggi considerata come distinta e indipendente per i propri contenuti[18]. Consiste in un’introduzione allo studio in generale, applicandosi a tutte le discipline e non strettamente solo alla grammatica, ed è impostata come breve dialogo tra Alcuino e i suoi studenti, uno dei quali fa da portavoce[19]. Nel trattato viene messa in luce l’importanza delle sette arti liberali per il raggiungimento della saggezza e per tale motivo può essere considerato come esplicazione del programma educativo di Alcuino[9]. Viene sempre rimarcato come l’aspirazione alla conoscenza non sia sufficiente se non sia accompagnato sempre da una purificazione interiore, ricordando che le norme di ogni ars non sono invenzioni umane, ma sono poste nel creato e da Dio e dunque aventi come scopo finale l’ambito teologico[20]. Le fonti principali a cui attinge sono la Bibbia e la Consolatio philosophiae di Boezio[21], oltre al compendio dei migliori insegnamenti della tradizione patristica circa il ruolo del sapere secolare (in particolar modo il De ordine di Agostino)[22].
- Excerptiones super Priscianum maiorem (ALC 47) Opera costituita da una serie di testi tratti dalle Institutiones grammaticae di Prisciano e raccolti da Alcuino a scopi didattici[23]. L’opera è tramandata da 4 manoscritti[24]: - Paris, BnF lat. 7502 (IX sec.), ff. 110-153v. (palinsesto) - Valenciennes, BM 391 (374) (IX sec.), ff. 1-130v - Valenciennes, BM 392 (375) (IX sec.), ff. 1-17v (lib. 1, 1-90,98; 2, 1-23, 43-93) -Valenciennes, BM 393 (376) (IX sec.), ff. 1-77) Viene attribuita ad Alcuino solo nel ms. Valenciennes 393, il più antico, e riporta il titolo Albini in Priscianum. I 18 libri delle Institutiones sono divisi in due libri[9]: - Il primo è composto da 98 capitoli e tratta delle parti del discorso con i loro casi - Il secondo è composto da 93 capitoli e tratta del verbo e delle parole invariabili L’ordine dei capitoli di Prisciano è modificato e sono anche aggiunte nel testo diverse correzioni, come l’eliminazione del greco o alcuni riferimenti a citazioni dell’autore. L’opera si concentra sul contenuto dei libri 17 e 18, intervallati da testi presi dai libri precedenti. Gli estratti riportati sono indirizzati a studenti di alto livello, motivo per cui Alcuino tralascia ogni argomento che concerne la fonetica e la morfologia, riservando nello studio delle parti del discorso solo gli elementi specifici della costruzione dell’enunciato[9] (questo potrebbe spiegare anche la sua più limitata circolazione[25]).

### Le arti del quadrivio
Per quanto riguarda invece le artes del quadrivium l'aritmetica, in particolare, si rifaceva sostanzialmente alla traduzione latina dell'opera di Nicomaco di Gerasa (II secolo d.C.) da parte di Boezio, mentre la geometria si fondava per lo più sulle nozioni di agrimensura che erano state ereditate dal mondo romano. In questo periodo, tuttavia, emerse un problema particolarmente caro agli ecclesiastici, che contribuì a mantenere vivo l'interesse verso la matematica: si tratta del cosiddetto problema del computus, ossia del calcolo della data della Pasqua, che, per la sua difficoltà, vide impegnati i più eminenti intellettuali del tempo. Già Beda il Venerabile aveva dato una soluzione al problema nel suo trattato De ratione temporum, in cui offriva anche un'utile esposizione del cosiddetto «calcolo digitale», cioè del calcolo eseguito con le dita delle mani.

#### Matematica
Tra le opere pedagogiche composte da Alcuino ne sono presenti di importanti riguardanti tale ambito matematico:
- Disputatio Pippini cum Albino (ALC 41)
- Propositiones ad acuendos iuvenes cum solutionibus (ALC 75)

#### Computuse astronomia
Emergono anche trattati riguardanti il computus e l’astronomia:
- Calculatio Albini (ALC 10) Breve trattato di calcolo, quasi sempre anonimo, ma attribuito ad Alcuino in un solo manoscritto, che trasmette un corpus di opere intitolato Libellus annalis Bedae Presbyteri: ms. Vaticano Palat. Lat. 1449, copiato a Lorsch nel IX sec[26]. Per tale motivo risulta in discussione la paternità dell’opera, trasmessa in due redazioni: alcune ipotesi la mantengono come anonima o la riconducono invece a Beda, essendo collocata in diversi manoscritti subito dopo il suo De Paschae celebratione o inserita nel De Argumentis lunae (anch’esso attribuito a volte a Beda). Esiste anche la possibilità che Alcuino per fini didattici abbia portato il Liber annalis da York alla corte di Carlo Magno, ma senza esserne lui direttamente l’autore[9]. Affidandogliene invece la paternità (redazione due), l’opera viene fatta risalire al 776, a York, come sviluppo del metodo di calcolo elaborato da Dionigi il piccolo e basato sui calcoli di Beda nel De temporum ratione[9]. L’argomento del trattato riguarda il determinare la data e il giorno della settimana della luna piena di Pasqua e quindi per determinare la domenica di Pasqua: viene dimostrato come essa possa essere calcolata senza bisogno di lunghe tavole pasquali o altri strumenti, ma semplicemente seguendo regole determinate per i mesi di marzo e aprile e usando le epatte e i concorrenti. Le epatte indicano se la luna piena cade a marzo o aprile (marzo se sono in numero compreso tra 5 e 15); sono importanti anche i regulares maiores (36 per marzo e 35 per aprile) e i regulares minores (4 per marzo e 7 per aprile). Stabilito il mese in cui cade la Pasqua, si sottraggono le epatte ai regulares maiores e a questo numero si aggiungono regulares minores e i concorrenti ottenendo così il giorno feriale della luna piena di Pasqua. L’autore fornisce anche esempi generali e applica il calcolo all’anno in corso[27].
- De bissexto (ALC 23) Trattato di calcolo per la determinazione del giorno intercalare nell’anno solare e attribuito ad Alcuino sulla base di un riferimento presente nell’epistola 171 da lui scritta per Carlomagno (interpretato diversamente da altri editori)[28]. È diviso in una parte più lunga sul giorno bisestile e in una più breve che riguarda il calcolo dell’incremento giornaliero di questo giorno. Come nel De saltu lunae l’autore inizia con domande introduttive a cui viene gradualmente data risposta e combina l’aritmetica oggettiva con la presentazione storica. Ogni anno si accumula un cosiddetto quadrante (quadrans) che corrisponde ad un quarto di giorno ed essendo l’anno solare composto da 365 giorni e un quadrante dopo quattro anni si ha il giorno bisestile. L’autore cita anche date di intercalazione alternative e le giustifica con date diverse del giorno della creazione[29]. È stato anche ritenuto come anteriore a Beda, composto in area irlandese nel VII sec., ma la tesi più recentemente è stata messa in discussione dal ritrovamento di un rimaneggiamento scritto nell’824 a partire da materiali irlandesi del VII sec. che anche Alcuino potrebbe aver consultato[30]. L’opera circola in compilazioni di calcolo insieme al De saltu lunae e per tale motivo spesso sono stati considerati come formanti un unico trattato[31].
- De saltu lunae (ALC 34) Trattato di calcolo composto da 8 problemata riguardanti la datazione e il calcolo del “salto” della luna[32]. Infatti per determinare la data corretta della Pasqua bisogna determinare la prima luna piena di primavera: per calcolare questo ciclo, 19 anni solari sono equiparati a 235 mesi lunari nel ciclo lunisolare e ciò comporta l’aggiunta di un giorno di troppo che deve essere saltato nel calcolo dell’età lunare[33]. Nei primi problemata è anche presente una sorta di resoconto storico dove discute la datazione e il calcolo del salto lunare secondo autori come Dionigi il Piccolo e Vittorio d’Aquitania; confronta anche la tradizione greca con quella romana. L’autorità più alta però appartiene alla rivelazione divina che l’angelo portò dal cielo in versi mnemonici (traditio angeli). I restanti sei problemi dimostrano in numerosi calcoli come si arrivi al giorno da saltare nel calcolo dell’età della luna, con riferimento anche al corso del sole attraverso lo zodiaco[9]. Come per il trattato De bissexto, non c’è la certezza assoluta riguardo l’autenticità del trattato come opera di Alcuino: il primo problema si è ipotizzato sia stato scritto anteriormente a Beda, nel VII in Irlanda, mentre invece gli altri sette sono argomenti comuni nei manoscritti di computo[34].
- Ratio de luna XV et de cursu lunae (ALC 78) La Ratio de luna XV e il De cursu lunae costituiscono due frammenti importanti di una lettera di Alcuino sul corso della luna nello zodiaco[35]. La prima parte tratta del percorso della luna attraverso lo zodiaco e i suoi segni, calcolando anche l’orario di ingresso in ognuno di essi (a partire dall’ingresso in Ariete considerato il 18 marzo alle 18:00), e confronta la sua velocità a quella del sole (equiparando nove ore lunari a cinque giorni solari); la seconda parte calcola il tempo impiegato dalla luna per percorrere un giro dello zodiaco e lo confronta nuovamente con quello del sole[36]. La Ratio costituisce un parallelo con l’epistola 148, risalente ad anni antecedenti il 798 e riguardante il corso del sole nello zodiaco. L’autenticità di entrambi i testi è confermata invece dall’epistola 155 (si ipotizzano possano anche risalire ad uno stesso momento di scrittura)[37].

Questi quattro trattati sono stati raccolti nel 1777 dall’abate Frobenius Forster (sant’Emmerano, Ratisbona) come Opusculum sextum e pubblicati con il titolo De cursu et saltu lunae ac bissexto. Furono ristampati senza modifiche da Jacques Migne.

##### Epistole
Sono presenti anche numerose epistole in cui Alcuino tratta del medesimo argomento:
- Epistula 126: epistula ad domnum regem de saltu lunae (ALC 45.126)[39] Trattato in forma di lettera, indirizzata a Carlo Magno e risalente a novembre del 797. Riguarda in particolare la data del “salto lunare”, importante per la regolazione dei mesi e degli anni lunari, e che Alcuino riconduce al mese di novembre (in contrapposizione ai pueri aegyptiaci, consiglieri alla corte di Carlo Magno che appartenevano alla scuola egizia)
- Epistula 143: epistula ad Carolum regem de septuagesimo, sexagesimo et quinquagesimo (ALC 45.143)[40] Trattato in forma di lettera, indirizzata a Carlo Magno e risalente ad inizio febbraio 798. Dimostra il piacere e l’utilità dell’aritmetica, basandosi sul calcolo delle date per fornire diverse interpretazioni dei nomi Settuagesima, Sessagesima e Quinquagesimo, in risposta alle domande postegli dai suoi studenti a Tours nelle tre domeniche che precedevano la Quadragesima. Rabano Mauro nel suo De istitutione clericorum attinge a questa lettera.
- Epistula 144: epistula domni Karoli gloriosissimi regis ad Alchuinum abbatem de ratione septuagesimae sexagesimae et quinquagesimae (ALC 45.144)[41] Trattato in forma di lettera, indirizzata da Carlo Magno[42] ad Alcuino e risalente ad inizio marzo 798 (la sola conservata di tutta la sua corrispondenza con Alcuino su astronomia e calcolo). Riprende le questioni poste da Alcuino nell’epist. 143 e, in disaccordo con lui, le affronta fornendo spiegazioni diverse.
- Epistula 145: responsio ad domnum regem contra quasdam obiectiones (ALC 45.145)[43] Trattato in forma di lettera, indirizzata a Carlo Magno e risalente a fine marzo 798, in risposta a due missive oggi perdute. Difende la corrente culturale “latina” contro quella “egiziana” dei pueri aegyptiaci, argomentando anche in favore del suo calendario, oltre che del suo metodo di calcolo dei “salti lunari”, riguardo cui, su richiesta di Carlo Magno stesso, invia anche delle supputationes (calcoli).
- Epistula 148: epistula ad domnum regem de cursu solis diligenter exquisita per singula signa (ALC 45.148)[44] Trattato in forma di lettera, indirizzata a Carlo Magno e risalente alla prima metà di luglio 798, poco prima dell’epistola 149. Alcuino discute varie questioni di astronomia e di calcolo come la data dell’ingresso del sole nei segni dello zodiaco, il calcolo dell’anno bisestile (rifacendosi al De temporum ratione di Beda) e la storia dell’astronomia.
- Epistula 149: epistula ad domnum regem de Martis stella et quibusdam quaestionibus (ALC 45.149)[45] Trattato in forma di lettera, indirizzata a Carlo Magno e risalente al 23 luglio 798. Viene scritta in risposta a diverse richieste formulate in una epistola oggi perduta e tra i vari argomenti affrontati è presente un paragrafo su Marte e altri pianeti. Affronta questioni di calcolo (come il corso del sole) che lo oppongono ai pueri aegyptiaci e richiede di non trasmettere loro le sue epistole su tale argomento.
- Epistula 155: epistula ad domnum regem de cursu lunae per singula signa (ALC 45.155)[46] Trattato in forma di lettera, indirizzata a Carlo Magno e risalente ad inizio settembre del 798, scritta in risposta a nuovi quesiti sull’astronomia. Si tratta di una sorta di sommario astronomico sui pianeti, sul corso della luna e del sole nello zodiaco e su Marte. Rimanda alla Ratio de luna XV e De cursu lunae oltre che all'epist. 149 e si basa come fonti agli scritti di Beda e Plinio, di cui richiede anche una copia della sua Historia naturalis.
- Epistola 170: responsio ad domnum regem de quibusdam lunae supputationibus (ALC 45.170)[47] Lettera indirizzata a Carlo Magno e risalente a fine marzo 799. In risposta ad una lettera del re, Alcuino fornisce tre soluzioni riguardo la diminuzione della luna pasquale, sostenendo anche che la Pasqua dovrebbe essere celebrata ovunque nello stesso periodo.
- Epistola 171: supputatio quaedam ad adomnum regem de solis lunaeque cursu (ALC 45.171)[48] Lettera indirizzata a Carlo Magno e risalente ad aprile 799, poco dopo l’epist. 170. Alcuino loda i calcoli inviati da Carlo Magno riguardando il corso della luna e l’anno bisestile, aggiungendo anche che lui stesso iniziò dei calcoli su quest’ultimo argomento (possibile riferimento all’epistola 148 o al De bissexto). Invia anche le sue teorie riguardo al percorso del sole e della luna nello zodiaco, concludendo la lettera con distici sullo stesso tema (carmen 74).

Si cita per completezza sul tema anche una lettera oggi considerata apocrifa:
- Epistula de ratione quinquagesimae sexagesimae et septuagesimae (ALC 45. [318.3])[49] Lettera redatta da Duchesne con il titolo Responsio cuiusdam e considerata anonima, ma posta tra le epistole di Alcuino poiché le segue nel ms. Vaticano (Reg. lat. 272, IX sec., f. 117v-119v). Gli editori successivi la pubblicarono come appendice alle sue lettere. Si ritiene sia scritta dopo l’804 da un vescovo ai fratelli di un’abbazia (non identificata), in risposta a domande sui tempi di Quinquagesima, Sessagesima e Settuagesima (con citazione del pensiero di Alcuino sul tema).

### Opere pedagogiche in campo morale e cristiano
Oltre all’approfondimento delle artes Alcuino compone delle opere considerabili pedagogiche anche in campo morale e cristiano:
- De virtutibus et vitiis (De virtutibus et vitiis ad Widonem comitem) (ALC 37) Opera composta tra l’800 e l’804, su richiesta di Guido di Nantes[50], presentata come un manuale di etica (Liber manualis) e regola di vita destinata ad aiutare i laici nel loro progresso spirituale. È introdotta da un Epistula nuncupatoria cioè un'epistola di dedica che funge da prefazione (mostrando anche lo stretto rapporto di amicizia tra Alcuino e Guido[51]) e si chiude con una peroratio, sempre in forma di lettera[52]. È composta da 35 capitoli, riguardanti diversi temi[53]: - Capp. I-XXVI: Alcuino elenca e definisce i vizi e le virtù In particolare analizza le virtù della sapienza e le virtù teologali (capp. I-IV), le qualità che l’uomo consegue nella via della beatitudine (capp. V-X), le diverse tappe del cammino ascetico (capp. XI-XVIII). Seguono poi tre capp. che esortano il destinatario all’astenersi da azioni malvagie (come frode, falsa testimonianza) e fanno da cerniera alla sezione che invece riporta la descrizione dei vizi[54]. Si inizia con la descrizione di quattro vizi (invidia, ira, superbia e vanagloria) dal capp. XXII al XXV, segue un capitolo riguardante la perseveranza nelle opere buone[9]. - Capp. XXVII-XXXIV: Alcuino elenca e definisce i peccati capitali Il fatto che ritorni l’analisi dei vizi di superbia, ira e vanagloria ha fatto ipotizzare che la stesura originaria dell’opera terminasse con il capitolo XXVI e che i successivi costituissero un trattato a sé[9]. - Cap. XXXV: Alcuino elenca e definisce le quattro virtù cardinali. Sono presenti riferimenti diretti o indiretti ad autori come per esempio Ambrogio di Milano, Beda, Cesario d’Arles, Isidoro di Siviglia. Di per sé l’idea di indicare la via del comportamento cristiano attraverso la contrapposizione tra vizi e virtù era già stata usata diverse volte in precedenza (affrontata anche in modi diversi: attraverso la rappresentazione di essi come in una vera e propria battaglia o anche attraversi semplici elenchi più o meno lunghi). Un problema a sé stante è costituito dall’esatta coincidenza tra ampi brani dei capitoli dedicati da Alcuino alla descrizione delle virtù con il contenuto di alcuni sermoni pseudo-agostiniani, che spinge a chiedersi se sia stato Alcuino a trarre dallo Pseudo-Agostino o se al contrario sia stato quest’ultimo a riprodurre interi capitoli del De virtutibus. Va invece rilevato di come Alcuino si ricolleghi direttamente al pensiero di sant’Agostino nell’attribuire alle Sacre Scritture la funzione di “specchio” al quale il destinatario dell’opere deve conformare la sua condotta[55]. Diversi capitoli saranno ripresi quasi letteralmente da Rabano Mauro e in parte richiamati da Giona d’Orleans (De institutione laicali) e da Halitgar di Cambrai (Liber paenitentialis)[52].
- Disputatio puerorum per interrogationes et responsiones (ALC 42) Opera composta come sorta di catechismo organizzato in 12 capitoli, sotto forma di domande e risposte, ispirato in particolare alle Etymologiae di Isidoro di Siviglia[56]. È conservata in solo tre manoscritti[9]: - Sankt Peterburg, Publ. Bibl. lat O v I 7 (IX-X sec.), ff. 1-27v - Wien, ÖNB 458 (X sec.), ff. 27-42 - Wien, ÖNB 966 (IX sec.), ff. 6-24 La questione dell’autenticità dell’opera è dibattuta, risultando anonima nei due mss. di Vienna, contenenti altre opere di Alcuino e anche i Dicta Albini diaconi de imagine Dei (Pseudo Alcuino), anche se nel ms. Wien 966 è presente un’aggiunta, forse di mano dell’umanista Aventino, che indica proprio Alcuino come autore di una Disputatio puerorum[9].

### Opere di altra natura diffuse anche a fini pedagogici
Anche opere riconducibili ad altri campi di interesse nella vasta produzione di Alcuino possono aver avuto anche diffusione a fini pedagogici.
Ne costituiscono un esempio il De animae ratione liber ad Eulaliam virginem (lettera inviata a Gundrada, sorella di Adelardo di Corbie e cugina di Carlo Magno, che aveva richiesto un trattato sulla natura dell’anima) che circola in molti manoscritti del IX sec. insieme al De fide sanctae et individueae Trinitatis e al De Trinitate ad Fredegisum Quaestiones XXVIII (trattati di natura prettamente teologica).

### Opere pedagogiche non conservate
Altre opere di ambito pedagogico e riferite alle varie artes risultano citate in alcune testimonianze e attribuite ad Alcuino, ma, se effettivamente composte, mai ritrovate:
- De arithmetica (ALC 18)[59] Tra le varie testimonianze se ne segnalano in particolare due: - Il numero 34 del catalogo della biblioteca della cattedrale di Le Puy, che descrive un volume comprendente sei trattati di Alcuino sulle arti liberali: Alcuinus de dialectica, rethorica, musica, arimetica, geometria, astronomia (identificato nel ms. Paris, BnF, lat. 2974, mutilo e contenente solo il De dialectica) - Il ms. di Vienna ÖNB 2269, che include gli stessi testi attribuiti ad Alcuino, sebbene gli ultimi quattro non siano suoi (ALC 9, ALCPs 6, 7, 9)
- De arte metrica (ALC 19)[60] L’intenzione di una tale composizione era già stata accennata da Alcuino nell'Ars grammatica, nel momento in cui, rispondendo ad una domanda sulle sillabe, egli promette ai suoi allievi Franco e Saxo che avrebbe dato loro maggiori informazioni sulla metrica.
- De arte poetica (ALC 20)[61]
- De astronomia (ALC 21)[62] Anch’esso trattato mai ritrovato, a meno che non corrisponda ad una delle sue opere già note: De bissexto, De saltu lunae o Ratio de luna XV et de cursu lunae. L’interesse per l’astronomia è comunque messo in evidenza da Alcuino stesso in molte sue lettere e anche all’inizio della Disputatio de rhetorica
- De geometria (ALC 29)[63] Nel ms. di Vienna ÖNB 2269 ai fogli 7v-8 è riportato il titolo Geometria Albini, ma il testo non è stato copiato nello spazio ad esso riservato.
- De musica (ALC 31)[64]

### Pseudo Alcuino
Infine sono presenti opere pedagogiche attribuite ad uno pseudo Alcuino:
- De arithmetica “Mathematica Latine” (ALCPs 6)[65] Trattato di aritmetica attribuito ad Alcuino con il titolo Albinus magister dal ms. di Vienna ÖNB 2269 (XI sec., f. 7r-v). Questo trattato corrisponde in realtà ad un brano delle Etymologiae di Isidoro di Siviglia (lib. 3, capp. 1–7, 9)
- De astrologia (ALCPs 7)[66] Il ms. di Vienna ÖNB 2269 contiene al f. 8v un trattato intitolato Astrologia Albini. Si tratta in realtà di un testo molto comune nella tradizione manoscritta, a volte attribuito ad Arato o a Igino.
- De grammatica (ALCPs 8)[67] Trattato di grammatica attribuito ad Alcuino o a Fredegiso nel ms. Paris, Bnf lat. 17959 (VIII-IX sec.). Si tratta in realtà dell'Ars de partibus orationis di Tatwin, arcivescovo di Canterbury.
- De musica (ALCPs 9)[68] Breve commento ai nomi topici degli otto modi del canto gregoriano, attribuiti ad Alcuino nel ms. di Vienna ÖNB 2269 con il titolo Musica Albini (f. 7v). Si tratta in realtà di un estratto leggermente abbreviato del cap. 8 del Musica Disciplina di Aureliano di Réomé[69].
- De partibus orationis (ALCPs 10)[70] Trattato attribuito ad Albinus nel f. 45 del ms. Vat. lat. 1491 (XV sec.). Si tratta in realtà di un frammento del Commentarius in artem Donati del grammatico Servio Onorato (IV-V sec.)
- De septem artibus liber (ALCPs 12)[71] Trattato incompleto sulle sette arti liberali, attribuito ad Alcuino sulla base di un antico ms. di J. Sismond. Si tratta in realtà di un estratto con alcune modifiche dalle Institutiones di Cassiodoro, parte dedicata alla grammatica e alla retorica (lib. II, pref., capp. 1–2).

## Alcuino teologo
L'opera di Alcuino quale teologo può essere classificata come esegetica, morale e dogmatica.

### Opere esegetiche
Durante il suo soggiorno a Tours, Alcuino si dedicò intensamente alla lettura e alla scrittura, oltre a formare i suoi studenti, istruendoli con grande devozione. Il suo biografo, nella Vita Alcuini, racconta che egli si immerse pienamente nella spiritualità e nella vita intellettuale del monastero. Fu proprio qui che Alcuino scrisse la maggior parte delle sue opere esegetiche. 

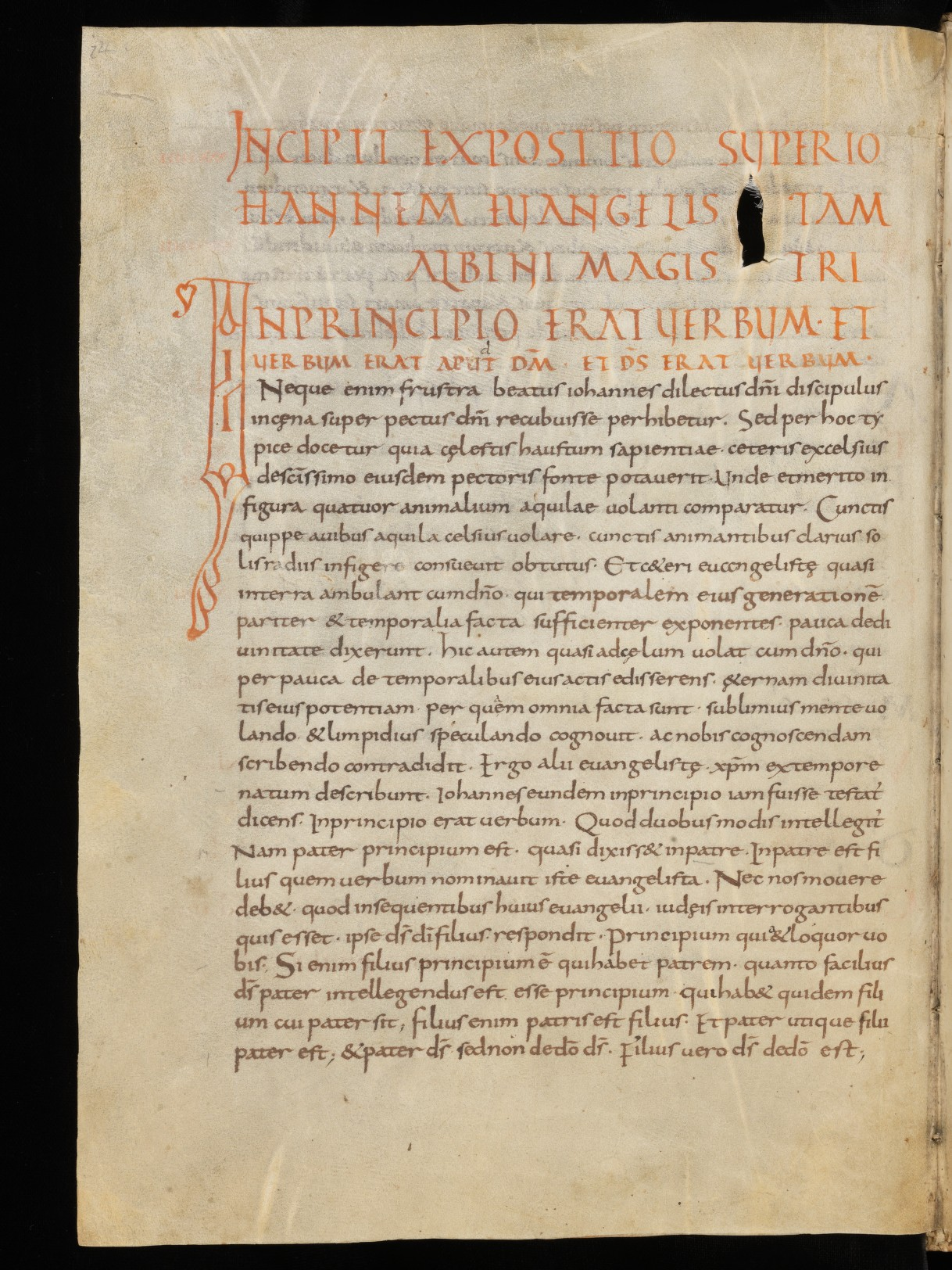
Incipit dei Commentaria in sancti Joannis Evangelium (o Expositio in Iohannis Evangelium); dal manoscritto St. Gallen, Stiftsbibliothek, Cod. Sang. 275, p. 14 – Alcuinus, Expositio in Iohannis evangelium, p. 14 http://www.e-codices.ch/it/csg/0275/14

Di seguito si elencano le opere esegetiche attribuite ad Alcuino:
- Commentaria in sancti Joannis Evangelium
- Commentaria super Ecclesiasten
- Compendium in Canticum Canticorum
- Enchiridion, seu expositio pia ac brevis in psalmos poenitentiales, in psalmum CXVIII et graduales
- Interrogationes et responsiones in Genesin
- Tractatus super tres sancti Pauli ad Titum, ad Philemonem et ad Hebraeos Epistolas

Alcune opere esegetiche sono di attribuzione incerta. Tra queste figurano:
- Expositio Apocalypsis, riportata dal manoscritto Città del Vaticano, Biblioteca Apostolica Vaticana, Vat. lat. 651, ff. 1-31 (F. Stegmüller[75] segnala anche Benevento, Biblioteca Capitolare, 9);
- Explanatio Apocalypsis per interrogationem et responsionem, riportata unicamente dal manoscritto München, Bayerische Staatsbibliothek, Clm 13581 (Rat. Dom. 181), ff. 3r-31r;
- Interpretationes nominum hebraicorum progenitorum Domini nostri Jesu Christi, riportata dal manoscritto München, Bayerische Staatsbibliothek, Clm 14311, ff. 4v-8v;
- Quaestiunculae de Genesi collectae: riportano l’opera due manoscritti: Città del Vaticano, Biblioteca Apostolica Vaticana, Vat. lat. 13649; e Troyes, Médiathèque Jacques-Chirac (olim Bibliothèque Municipale; Médiathèque du Grand Troyes), Fonds ancien 541.

### Emendatio Veteris Novique Testamenti
La sua più importante opera biblica fu, comunque, la revisione del testo della Vulgata. All'inizio del IX secolo, questa versione era diffusa in molte varianti in tutta Europa. Di fatto, l'uniformità nel testo sacro era sconosciuta; per questo motivo ogni chiesa e monastero aveva le sue letture e spesso si trovavano testi diversi anche all'interno delle stesse strutture. Il tentativo di Alcuino era dunque volto a garantire maggiore uniformità e correttezza filologica nella trasmissione delle Scritture, e a standardizzarne il testo latino. Anche altri studiosi cercarono di porre rimedio a questa condizione: ad esempio Teodolfo d'Orléans produsse un testo rivisto della Vulgata che è sopravvissuto in cinque manoscritti.
Un’indicazione del fatto che Alcuino fosse stato incaricato da Carlo Magno «in emendatione Veteris Novique Testamenti» ci giunge dalla lettera di dedica a Gisela, sorella di Carlo, che correda l'Expositio in Iohannis Evangelium. La produzione di sei Bibbie complete, supervisionate da Alcuino, è attestata da diverse sue lettere e dalle poesie dedicatorie che le accompagnavano.

### Opere morali
Dei tre brevi trattati morali che Alcuino ci ha lasciato, due, il De virtutibus e vitiis e il De animæ ratione, sono in gran parte arrangiamenti delle opere di Agostino d'Ippona, mentre il terzo, Sulla Confessione dei Peccati, è una sintetica esposizione sulla natura della confessione, indirizzata ai monaci di San Martino di Tours.
Strettamente legati agli scritti morali, per spirito e finalità, sono le sue opere sulla vita di san Martino di Tours, San Vedasto, san Ricario di Centule e san Villibrordo, quest'ultima una biografia di notevole lunghezza.

### Opere dogmatiche
La fama di Alcuino come teologo, però, è dovuta principalmente alle sue opere dogmatiche. Avendo percepito l'atteggiamento sostanzialmente eretico di Felice ed Elipando sulla questione cristologica, un atteggiamento la cui eterodossia, inizialmente, era stato nascosta persino ai loro occhi dalla pretestuosa distinzione tra figli naturali e adottivi, Alcuino si erse a campione della Chiesa contro l'eresia adozionista.
La condanna della nascente eresia da parte del Sinodo di Regensburg (792), avendo fallito nel controllo della sua diffusione, provocò la convocazione di un altro e più grande sinodo, composto dai rappresentanti delle Chiese di Francia, Italia, Gran Bretagna e Galizia, a Francoforte da parte di Carlo nel 794. Alcuino era presente a questo incontro e, senza dubbio, ebbe una parte di rilievo nel dibattito e nella stesura della Epistola Synodica, anche se, con la consueta modestia, nelle sue lettere non ne fornì mai alcuna prova. In base agli atti del Sinodo, Alcuino rivolse a Felice, del quale aveva alta stima, una toccante lettera di ammonimento e di esortazione, alla quale ricevette risposta dopo il suo trasferimento a Tours, nel 796. Nella missiva Felice faceva capire che sarebbe stata necessaria qualcosa di più di una supplica amichevole per fermare l'eresia.
Contro gli insegnamenti degli eretici, Alcuino aveva già redatto un piccolo trattato, consistente principalmente in citazioni patristiche, dal titolo Liber Albini contra haeresim Felicis, ma ora intraprese una più ampia e approfondita discussione delle questioni teologiche coinvolte. Questa opera, in sette libri, Libri VII adversus Felicem, era una confutazione delle posizioni adozioniste, piuttosto che l'esposizione della dottrina cattolica e, di conseguenza, seguiva la linea delle loro argomentazioni anziché un rigoroso ordine logico. Alcuino usava contro gli adozionisti l'universale testimonianza dei Padri, le incongruenze insite nella loro stessa dottrina, la sua logica relazione con il nestorianesimo, e lo spirito razionalista che era sempre pronto a chiedere spiegazioni umane per gli imperscrutabili misteri della fede. La disputa tra Alcuino e Felice ebbe luogo nella primavera del 799 nel palazzo reale ad Aquisgrana e si concluse con il riconoscimento da parte di Felice dei suoi errori e la sua accettazione degli insegnamenti della Chiesa. Felice, in seguito, rese una visita amichevole ad Alcuino a Tours.
Dopo aver cercato invano la sottomissione di Elipando, Alcuino redasse un altro trattato intitolato Adversus Elipandum Libri IV, incaricando della sua diffusione gli emissari che Carlo Magno aveva inviato in Spagna. Nell'802 inviò all'imperatore l'ultimo e forse il più importante dei suoi trattati teologici, il Libellus de Sancta Trinitate, un'opera in forma particolare, probabilmente suggeritagli durante le dispute con gli adozionisti. Il trattato contiene una breve appendice intitolata De Trinitate ad Fridegisum quaestiones XXVIII. Il libro è un compendio della dottrina cattolica sulla Trinità basato sulle opere di sant'Agostino.
Non è certo in quale misura Alcuino condivise gli atteggiamenti negativi assunti dalla chiesa franca, su incitazione di Carlo Magno, verso i mal tradotti e malintesi canoni del Concilio di Nicea del 787. Tuttavia, lo stile dei Libri Carolini, che condannavano, in nome del re, i canoni del concilio, porta a favorire l'ipotesi che Alcuino non abbia partecipato direttamente alla loro stesura.

### Alcuino liturgista
Alcuino ebbe l'onore di essere stato il principale agente nella grande opera di riforma liturgica operata da Carlo Magno. All'incoronazione di Carlo il rito più diffuso in Francia era quello gallicano, ma così modificato da tradizioni e usi locali da costituire un serio ostacolo all'unità ecclesiastica. Scopo principale dell'imperatore era quello di sostituire il rito romano a quello gallicano o, almeno, pervenire a una revisione tale di quest'ultimo da renderlo sostanzialmente uno con quello romano. La forte propensione di Alcuino verso le tradizioni della Chiesa romana, combinata con il suo carattere conservatore e l'autorità universale di cui godeva il suo nome, lo qualificavano per la realizzazione di un cambiamento che l'autorità regale in sé era impotente a realizzare.
La prima opera liturgica di Alcuino fu, probabilmente, un omiliario, una raccolta di sermoni in latino a uso dei sacerdoti. Un'altra opera liturgica di Alcuino consisteva in una raccolta di epistole da leggere la domenica e nei giorni di festa, dal titolo Comes ab Albino ex Caroli imp. praecepto emendatus. Prima della sua opera, i passi delle Scritture da leggere durante la Messa, spesso, erano indicati solo ai margini del Bibbie utilizzate; il Comes, invece, si basava sulla sequenza romana, avvicinandosi, in tal modo, a un'uniformità dei riti. L'opera di Alcuino che ebbe la più grande e duratura influenza in questa direzione, tuttavia, fu il Sacramentario, o Messale, che compilò basandosi sul Sacramentario Gregoriano, aggiungendovi parti da altre fonti liturgiche. Prescritto come messale ufficiale per la Chiesa Franca, presto venne comunemente usato in tutta Europa, contribuendo alla realizzazione dell'uniformità liturgica della Messa in tutta la chiesa occidentale. Altre opere liturgiche di Alcuino furono una raccolta di Messe votive, redatta per i monaci di Fulda, un trattato intitolato De psalmorum usu, un breviario per i laici e una breve spiegazione delle cerimonie battesimali.

## Alcuino poeta
La produzione poetica di Alcuino, in perfetta sintonia con la ricchezza di linguaggi che caratterizza la poesia di età carolingia, è estremamente varia e composita, un vero coacervo di generi e stili diversi.
La maggior parte dei testi che ci sono traditi si presentano come componimenti religiosi d’occasione, atti a celebrare ora la vita di un santo ora gli spazi di un monastero o di una chiesa, fornendo iscrizioni ad “altari, nicchie, cappelle, dormitori, biblioteche, mense”. Accanto ai testi più specificatamente religiosi, fra i quali ricordiamo anche un certo numero di inni e ritmi dogmatici, è possibile imbattersi anche in epigrammi, enigmi, sottoscrizioni librarie ed epitaffi, oltre che diverse epistole metriche inviate nel tempo ad amici e allievi.
Da un punto di vista cronologico è possibile suddividere la produzione di Alcuino in due grandi momenti, grosso modo riferibili ai due principali luoghi in cui si dipana la sua esistenza.
I primi segnali di un certo interesse verso la scrittura poetica sono già ravvisabili mentre si trova ancora in Inghilterra, e risalgono in modo particolare a questa prima fase un ampio "Poema sui vescovi, sui re e sui santi della Chiesa di York" e un epitaffio del caro maestro Aelberht, scritto intorno al 780.
La quasi totalità dei Carmina – come si può facilmente immaginare – fiorisce però dopo il trasferimento definitivo di Alcuino presso il regno dei Franchi, dove viene a contatto con un ambiente assai prolifico e fiorente, sotto ogni aspetto.

### Ilcorpuspoetico: generi, stili e temi

#### I poemetti e le vite dei santi
Sebbene la maggior parte delle poesie di Alcuino siano di dimensioni abbastanza ridotte, all’abate sono attribuiti alcuni estesi poemetti, volti a celebrare le vite di santi e di clerici legati all’ambiente ecclesiastico e devozionale anglo-franco, oltre che a tener traccia di avvenimenti rilevanti della sua epoca; ne possiamo individuare in modo particolare tre:
1. Versus de patribus regibus et sanctis Euboracensis ecclesiae;
2. Vita sancti Willibrordi;
3. De clade Lindisfarnensis monasterii.

#### Gli epigrammi
Nell’età carolingia il genere epigrammatico torna ad essere praticato con vivissimo interesse da parte di dotti e maestri, rifunzionalizzato in una maniera del tutto nuova e squisitamente letteraria. Come chiarito molto bene da Francesco Stella, “novità è il titulus, schiettamente medievale, che in Occidente subentra all’antico epigramma” e che nella prassi scrittoria diviene “didascalia di oggetti, libri, luoghi o illustrazioni”.
Nell’opera del maestro di York l’epigramma si trova spesso impiegato con intenti prefatori nelle presentazioni di libri o di codici (ed. MGH, Poetae Latini Aevi Carolini I: "Inscriptiones sacrorum librorum", pp. 283 – 304), e in iscrizioni murarie apposte per impreziosire edifici ecclesiali o monastici.

##### 1. Iscrizioni ai libri
Questo brevissimo carme (ed. MGH, p. 284, n. 65 IV), realizzato per la Bibbia Vallicelliana di Moutier-Grandval, riproduce l’immagine tradizionale del copista o dello scrittore come navigante in un mare di carta e viene spessissimo ripreso anche all’interno di altri codici manoscritti.
Il lavoro di Alcuino sui libri trova applicazione soprattutto in contesti religiosi o esegetici e l’insieme indistinto delle “inscriptiones” librarie radunato dal filologo tedesco Ernst Dümmler nella propria edizione può essere in realtà ulteriormente approfondito e distinto nel modo che segue.

###### a. I "Versus de Bibliotheca"[84]
A partire dal IX secolo l’uso di apporre una breve introduzione metrica all’inizio di un testo in prosa o in versi, soprattutto ad apertura di Bibbie o di commenti biblici, diventa parte integrante dell’esperienza che guida la fruizione libraria. Si deve proprio ad Alcuino una forte istituzionalizzazione di questo sottogenere, che viene piegato a finalità didascaliche del tutto in linea con la sua attività di maestro; gli sono attribuiti in particolare una serie di versi che fungono da introduzioni al Sacro testo, in grado di sintetizzarne il contenuto e i principali snodi narrativi con straordinaria perizia. Degni di nota, in questo senso, sono soprattutto due carmina:
- n. 68: in 25 versi tiene traccia dei principali libri dell’Antico e del Nuovo Testamento, presentandosi nella forma di un agevole sommario; fu probabilmente realizzato per una Bibbia dell’abbazia di Tours ed ebbe molto successo, tanto da essere poi copiato in diversi codici successivi;
- n. 69: ampio poemetto (204 vv.), probabilmente dedicato a Carlo Magno in occasione del Natale 801; la sezione più corposa del componimento è occupata da un elenco dei 72 libri biblici (vv. 35 – 172), molti dei quali descritti con straordinaria ricchezza di particolari.

###### b. Le prefazioni esegetiche
Prologhi metrici sono posti anche ad apertura di commenti a singoli libri biblici, anch’essi afferenti ad un genere letterario estremamente prolifico in età carolingia. Alla paternità alcuiniana possiamo ricondurre due componimenti, posti ad introdurre l’esegesi a due libri molto letti e studiati nel Medioevo latino: l’Ecclesiaste (ed. MGH, n. 76, p. 297) e il Cantico dei Cantici (ed. MGH, n. 78, p. 299).

###### c. Le titolature iconologiche
Nel caso dell’abate di Tours interessanti sono anche i titula inerenti ad immagini librarie, utilizzati come vere e proprie didascalie ad immagini presenti all’interno dei codici. Tipicamente alcuiniana è l’abilità di sovrapporre alla pura descrizione artistica notazioni esegetiche che rendono il dettato carico di una forte ambizione letteraria e poetica; si possono considerare i seguenti carmina:
- n. 71, I-II: il componimento è suddiviso in due parti ed è tratto da un evangelario del monastero di Prüm, ora conservato presso la biblioteca di Treviri. Nei primi 20 versi esametrici sono introdotti al lettore i quattro evangelisti, di cui si offrono diverse informazioni biografiche e precise indicazioni iconografiche. La seconda parte, di 10 versi, presenta una dedica al re, la firma dell’autore e diverse espressioni di modestia. Si riconosce al maestro il merito di aver fatto “di una prefazione meramente strumentale (…) un’occasione letteraria”[85];
- n. 103, I-III: si tratta di una serie di tre epigrafi, ciascuna inerente ad una differente rappresentazione iconologica. Troviamo descritte, nell’ordine, una maestà di Cristo, San Pietro e la consacrazione da parte del vescovo Crodegango della chiesa del monastero di Gorze.

##### 2. Iscrizioni ad edifici ed oggetti
Un ampio numero di componimenti è pensato ad hoc per ornare le superfici di strutture architettoniche di varia tipologia e mole, con l’intento specifico di nobilitare altari, reliquiari, mense, dormitori, pareti, biblioteche e infermerie; tutte le parti che in definitiva costituiscono gli interni di chiese e monasteri.
Tali scritti sono riferibili nel complesso alla tendenza assai diffusa in quest’epoca di fotografare con le proprie parole attimi di quotidianità collettiva, focalizzando la scrittura intorno ad oggetti di varia foggia, che diventano occasione di più ampie riflessioni e proiezioni simboliche; in questo modo il lettore viene educato al rispetto ed esortato alla contemplazione, anche a partire da oggetti del tutto insospettabili come una latrina (ed. MGH, n. 96 II: In latrinio):
Attribuire ad un simile carme significati grotteschi o umoristici sarebbe del tutto anacronistico rispetto alle reali intenzioni di Alcuino, animato al contrario da un così sincero e radicato anelito spirituale da ritrovare in ogni elemento (anche nel più basso) lo spunto per una più profonda riflessione morale.

#### Le poesie "relazionali"
Una particolare tipologia di componinenti è rappresentata da testi indirizzati a destinatari reali, poeti, amici o membri della corte, sotto forma di vere e proprie lettere metriche, anche se va effettivamente sottolineato che in quest’epoca testi simili non costituiscono di per sé un genere letterario autonomo e codificato; il medesimo orientamento allocutorio che troviamo in questi scritti emerge in realtà anche in relazione ad altri luoghi scrittori, come ad esempio nelle prefazioni librarie di cui si è detto sopra (dove nel prologo o nel saluto finale Alcuino si rivolge a volte ad un interlocutore specifico).
Fra i diversi tipi di carmi “circolari” è interessante ricordare il carme n. 4 (ed. MGH, p. 220), in cui il poeta con una suggestiva apostrofe alla Poesia (“Cartula, perge cito pelagi trans aequora cursu”, it. “Canzone, affretta il passo oltre le acque”) ricorda i propri amici, disposti lungo diversi luoghi nella zona renana, in una forma che secondo alcuni sarebbe stata pienamente epistolare.
Altrettanto suggestivo è il carme n. 18 (ed. MGH, p. 239), in cui Alcuino si augura di riunirsi ai due amici Paolino (definito al v.4 del carme n. 17 come “colui che ha colmato le nostre orecchie con le dolci Muse”) e Arnone, e vedere in questo modo la propria arte accresciuta sotto il segno dell’amicizia che li lega [v. 9 e ss.]: 
Si noti in particolare la perizia con cui l’ultimo verso è costruito: il forte iperbato che divide il sintagma “manibus meis” crea fisicamente l’immagine dell’abbraccio con cui il poeta auspica di ricongiungersi ai propri compagni d’arte.
In diverse occasioni il maestro non manca nel ricordare ai propri allievi di York di mettere mano al metro e alla lira, per rendere onore ai tempi passati tra i libri e per guardarsi dalle tentazioni del mondo; l’allievo Coridone – che ne pare dimentico – viene subito richiamato all’ordine ed esortato a riprendere possesso della propria arte (ed. MGH, n. 32, p. 249, v. 20 e ss.):

#### La lirica
Nel complesso della produzione di Alcuino di York non mancano componimenti di più significativo impegno stilistico e poetico, a pieno titolo annoverabili tra i più bei esempi di poesia carolingia.
Nella corte di Carlo Magno i poeti, su imitazione delle antiche corti imperiali, sono soliti scambiarsi poesie dal tono giocoso e amicale, apostrofandosi ognuno con uno pseudonimo diverso, proprio come fa l’abate nel carme n. 13 (ed. cit., p. 237): 
Ciascun soprannome è in genere tratto dalla tradizione pastorale, classica o biblica; vengono qui citati l’allievo e poeta Angilberto di Saint-Riquer ("Omero"), l’imperatore Carlo Magno ("Davide") e infine Alcuino stesso, soprannominato "Flacco" in riferimento al poeta latino Orazio.
Su modello classico, contiamo un certo numero di ecloghe e contrasti di straordinaria importanza per la tradizione letteraria latina e romanza, come è il caso del Conflictus veris et hiems (ed. MGH. n. 58, pp. 270 – 272), “il primo vero esempio di contrastus medievale (…) in età carolingia”; il testo è assemblato sull’alternanza tra la voce della Primavera, che annuncia la lieta stagione, e l’Inverno, che ricorda i piaceri delle feste davanti ai caldi focolari, il tutto orchestrato all’interno di una cornice bucolica di chiara ascendenza virgiliana in cui “al raggiare del sole primaverile (…) convengono rapidamente dagli alti monti i pastori, per cantare insieme liete canzoni” in una vera e propria gara poetica.
Di straordinaria bellezza sono anche elegie dal carattere personale e simbolico, come i Versus de cuculo (ed. cit. n. 57) e la poesia O mea cella (ed. cit. n. 23), definita come la “poesia più bella del medioevo”.

#### Carmi figurati
Una più concreta declinazione del rapporto tra arte figurativa e poetica si trova espressa nei carmina figurata, esperimenti letterari in cui il rapporto tra testo e figura è strettamente interdipendente e studiato. Ogni verso si sviluppa orizzontalmente e si integra alla perfezione con l’immagine che il poeta intende figurare, all’interno della quale si definiscono spazi di scrittura in genere riempiti da altrettanti passaggi; per questa ragione si parla anche di versus intexti (it. versi intrecciati).
Il genere viene fatto risale al poeta latino Optaziano Porfirio e trova in età carolingia straordinaria espressione in un autore come Rabano Mauro, a cui si deve il ciclo di carmi indicati sotto il titolo di De laudibus Sanctae Crucis.
Fra i testi di produzione alcuiniana si possono ricordare due carmina legati alla geometria religiosa della croce, entrambi dedicati a Carlo Magno e apposti dal Dümmler sotto l’etichetta di “Versus de Sancta Cruce ad Carolum”. Si tratta dei nn. 6 (ed. MGH, p. 224) e 7 (ed. MGH, p. 226).

#### Gli enigmi
Si ritrovano fra i testi poetici del dotto inglese anche diverse scritture enigmistiche, immaginate come indovinelli rivolti ai propri allievi e fruite in ambiente eminentemente scolastico, come dimostra il proliferare al loro interno di termini legati al campo semantico della “lettera” e della “parola”. Nell’edizione Dümmler gli aenigmata si trovano apposti, l’uno di seguito all’altro, sotto i nn. 63 (I-V, p. 282) e 64 (I-II, pp. 282 – 283); in quest’ultimo caso l’indovinello punta ad un referente molto più concreto rispetto ai casi precedenti, dando voce – in modo estremamente suggestivo – ad un oggetto di uso domestico e quotidiano: un camino acceso.

### Fonti e modelli
L’interesse di Alcuino nei confronti dell'ars poetica si allinea perfettamente alle tendenze culturali che si registrano nel suo tempo, soprattutto presso altri autori anglosassoni del calibro di Aldelmo di Malmesbury, Bonifacio e Beda il Venerabile.
Nella biblioteca di York, presso la quale egli trascorre gli anni della sua formazione, oltre ai poeti cristiani (come Prudenzio e Giovenco, citati spesso nelle sue opere didattiche), Alcuino ha anche occasione di imbattersi in molti autori classici, tra i quali spicca in particolar modo Virgilio, a più riprese ricordato e nominato all’interno delle proprie epistole (cfr. Monumenta Alcuiniana, epp. 98, 119, 132, 216, 239, 243, 252); il suo biografo anonimo, parlando della sua infanzia, definisce il “puer Albinus” come “Virgilii amplius quam psalmorum amator”.
Particolarmente significativi sono anche autori come Lucano (ep. 103), Ovidio (ep. 54), Stazio e Tibullo nei confronti dei quali l’autore si pone in una prospettiva di forte imitazione, ergendoli a modelli di lingua e stile.

### Fortuna deiCarmina
La produzione poetica dell’abate di Tours non passò inosservata presso i suoi contemporanei, al punto che Carlo Magno stesso gli domandò a più riprese di scrivere e mandargli delle poesie; l’arte di Alcuino è apprezzata al punto che l’imperatore, impegnato a sedare una ribellione sollevata da una tribù sassone, chiede al suo maestro di comporre un “cantum militarem” che potesse rasserenare gli animi dei propri soldati (cfr. Monumenta alcuiniana, ep. 100, p. 422: “ut puerorum saevitia vestrorum cuiuslibet carminis dulcedine mitigaretur", it. “affinchè la crudeltà dei vostri figli fosse mitigata dalla dolcezza di un qualche canto”), richiesta a cui Alcuino dimostra di voler attendere con la massima solerzia (“Ed ecco che io, il tuo Flacco, nel frattempo vado a concludere fedelmente con ogni premura ciò che la tua dolcissima autorità ha voluto affidarmi”).
I poemi di Alcuino piacquero molto anche ad altri autori illustri della sua epoca, tra cui il poeta Teodolfo d’Orleans, che in una lettera inviata al re dice di lui:
Anche se la sua poesia non è ancora stata adeguatamente studiata nel suo complesso, ciò che sappiamo in merito al resto della sua produzione ci porta a ritenere con un certo grado di ottimismo che possa aver costituito un modello a cui le generazioni successive si sono rifatte, soprattutto nel caso di suoi allievi diretti come Rabano Mauro e Fredegiso di Tours; non è affatto improbabile che l’impronta del dotto inglese sia altrettanto radicata anche presso altri autori – carolingi e non – che gli succedono, molto più di quanto sia stato finora osservato.

### Edizione e trasmissione deiCarmina
Contiamo ad oggi un totale di 124 carmina, unificati per la prima volta nel 1617 dall’erudito francese André Duchesne (latinizzato Andrea Quercetanus) sulla base di un ricchissimo codice della biblioteca di Saint-Bertin, situata nel nord della Francia; l’antico testimone bertiniano, ormai disperso, riportava la maggior parte delle poesie in sequenza continua e senza titolo, causando all’interno dell'editio princeps non poche difficoltà di riordino: non è un caso che molti componimenti – a questa altezza raggruppati in 272 paragrafi – siano stati erroneamente malintesi e fusi tra loro.
A porre in parte rimedio a queste incertezze sarà l’abate tedesco Frobenius Forster, che circa un secolo più tardi, nel 1777, mise a stampa un’edizione delle opere alcuiniane in due volumi, basata sulla prima disamina del Quercetanus, ma riveduta ed ampliata (“de novo collecta, multis locis emendata, et opusculis primum repertis plurimum aucta”).
Un significativo punto d’approdo per gli studi intorno a questi numerosi testi è rappresentato dall’edizione offerta dal filologo Ernst Dümmler all’interno della collana Monumenta Germaniae Historica, nel primo tomo della serie “Poetae latini Aevi Carolini”. Per la ricostruzione del testo l’editore si serve dei testimoni già collazionati dal Frobenius, giovandosi però anche dell’apporto di altri manoscritti, da cui trae composizioni omesse all’interno del lavoro precedente.
Ciò che per il momento occorre osservare è che l’opera poetica di Alcuino attende ancora un’edizione critica che ne valuti in maniera esaustiva la portata e la grandezza.
La tradizione manoscritta dei componimenti alcuiniani è assai ampia e complessa, disseminata all’interno di un vasto numero di codici che solo raramente ne riportano quantità consideravoli; per un elenco generico dei principali codici che contengono gruppi più o meno ampi di carmina si rimanda al catalogo in costante aggiornamento riportato dalla banca dati Mirabile.

## Opere

### Prosa
- Adversus Felicem libri VII
- Adversus Elipandum libri IV
- Ars grammatica
- Calculatio Albini
- Commentaria in sancti Joannis Evangelium
- Commentaria super Ecclesiasten
- Compendium in Canticum Canticorum
- De animae ratione ad Eulaliam virginem
- De baptismi caeremoniis
- De bissexto
- De confessione peccatorum ad pueros sancti Martini
- De cursu lunae
- De dialectica
- De fide sanctae et individuae Trinitatis
- De grammatica
- De orthographia
- De Psalmorum usu
- De saltu lunae
- De Trinitate ad Fredegisum Quaestiones XXVIII
- De virtutibus et vitiis ad Widonem comitem
- Disputatio de rhetorica et de virtutibus sapientissimi regis Caroli et Albini magistri
- Disputatio de vera philosophia
- Disputatio Pippini cum Albino scolastico
- Disputatio puerorum per interrogationes et responsiones
- Enchiridion, seu expositio pia ac brevis in psalmos poenitentiales, in psalmum CXVIII et graduales
- Excerptiones super Priscianum maiorem
- Interrogationes et responsiones in Genesin
- Liber adversus Haeresim Felicis
- Liber Sacramentorum
- Officia per ferias
- Propositiones ad acuendos iuvenes cum solutionibus
- Ratio de luna XV
- Tractatus super tres sancti Pauli ad Titum, ad Philemonem et ad Hebraeos Epistolas
- Vita sancti Willibrordi (Liber I)

### Poesia
- Carmina
- De clade Lindisfarnensis monasterii
- Versus de patribus regibus et sanctis Eboracensis ecclesiae
- Vita sancti Willibrordi (Liber II)

## Riferimenti

#### Edizioni
- Alcuini Enchiridion in Psalmos, ed. critica a cura di V. Fravventura, Firenze, SISMEL Edizioni del Galluzzo, 2017.
- Alcuino, Canti, ed. C. Carena, Firenze 1956;
- Alcuino, Carmi dalla corte e dal convento, Le Lettere, Firenze 1995.
- Alcuini (Albini), Carmina, ed. Ernst Dümmler in Monumenta Germaniae Historica, Poetae Latini Aevi Carolini, vol. I, Weidmannos 1881, pp. 113, 160 – 351, 630 – 633.
- Alcuini, Carmina, ed. J. P. Migne, in Patrologia Latina 101, Parigi 1863, coll. 723 - 848.
- Alcuino, Commento al Cantico dei cantici - con i commenti anonimi Vox ecclesie e Vox antique ecclesie, ed. Rossana Guglielmetti, Firenze, SISMEL 2004.
- Alcuinus, Commentaria super Ecclesiasten, in Patrologia Latina 100, coll. 665-722D.
- Alcuinus, Commentaria in sancti Joannis Evangelium, in Patrologia Latina 100, coll. 733-1008C.
- Alcuinus, Compendium in Canticum Canticorum, in Patrologia latina 100, coll. 639-666D.
- Alcuino, De orthographia, SISMEL, Firenze, 1997.
- Alcuinus, Enchiridion, seu expositio pia ac brevis in psalmos poenitentiales, in psalmum CXVIII et graduales, in Patrologia latina 100, coll. 733-1008C.
- Alcuino, Giochi matematici alla corte di Carlomagno, a cura di Raffaella Franci, ETS, Pisa, 2016.
- Alcuinus, Interpretationes nominum Hebraicorum progenitorum Domini nostri Jesu Christi. Ex Cap. I Evangelii S. Matthaei, in Patrologia Latina 100, coll. 723-7340.
- Alcuinus, Interrogationes et responsiones in Genesin, in Patrologia Latina 100, coll. 515-570B.
- Alcuin, The Bishops, Kings, and Saints of York, ed. P. Godman, Oxford 1982;
- Alcuinus, Tractatus super tres sancti Pauli ad Titum, ad Philemonem et ad Hebraeos Epistolas, in Patrologia Latina 100, coll. 1007-1086B.
- Incertus Auctor, Beati Flacci Alcuini Vita. Ex Vetusto Codice Ms. Sanctae Mariae Rhemensis Primum a D. Andrea Quercetano Edita, in Patrologia Latina 100, coll. 89-106D.
- Documenta Catholica Omnia, versione digitale dei testi della Patrologia Latina: https://www.documentacatholicaomnia.eu/30_10_0735-0804-_Alcuinus,_Flaccus_Albinus.html.
- E. Dümmler, Poetae Latini Aevi Carolini in Monumenta Germaniae Historica, vol. II, Weidmannos 1884, pp. 690 – 693.
- E. Dümmler, Poetae Latini Aevi Carolini in Monumenta Germaniae Historica, vol. IV, Weidmannos 1899, pp. 904 – 910, 1128.
- K. Strecker, Poetae Latini Aevi Carolini in Monumenta Germaniae Historica, Poetae Latini Aevi Carolini, vol. VI, Weimar 1884, p. 159.

#### Repertori
- Clavis Scriptorum Latinorum Medii Aevi. Auctores Galliae 735-987, cur. Marie-Hélène Jullien e Françoise Perelman, Turnhout, Brepols, 1999, voll. 2
- Compendium Auctorum Latinorum Medii Aevi (500-1500) cur. Michael Lapidge - Gian Carlo Garfagnini - Claudio Leonardi - Francesco Santi et al., Firenze, 2000, I/2 p. 145-153.
- La trasmissione dei testi latini del Medioevo. Mediaeval Latin Texts and Their Transmission. Te.Tra., vol. 2, cur. L. Castaldi – P. Chiesa, Firenze, 2004-2022, pp. 22-70.
- F. Stegmüller, Repertorium Biblicum Medii Aevi, versione digitale: https://www.repbib.uni-trier.de/cgi-bin/rebihome.tcl; n. 1084-1087, 1089-1094, 1097, 1099, 1102.

#### Studi
- S. Allott, Alcuin of York: His Life and Letters, York 1974.
- M. Banniard, Théorie et pratique de la langue et du style chez Alcuin: rusti-cité feinte et rusticité masquée, «Francia» 13 (1985) 579-601;
- A. Bisogno, Il metodo carolingio. Identità culturale e dibattito teologico nel secolo nono, Turnhout, Brepols, 2008.
- D. A. Bullough, Alcuino e la tradizione culturale insulare, in I problemi dell'Occidente nel secolo VIII, 2 voll., CISAM, Spoleto, 1973.
- A. Carrannante, Alcuino di York (735-804), in I Problemi della Pedagogia, luglio/dicembre 2009, pp.439-469.
- Catholic Encyclopedia, Volume I. New York 1907, Robert Appleton Company. Nihil obstat, 1º marzo 1907. Remy Lafort, S.T.D., Censor. Imprimatur +Cardinale John Murphy Farley, Arcivescovo di New York.
- Douglas Dales, Alcuin. Theology and Thought, Cambridge, J. Clarke, 2013.
- Alain Dubreucq, Autour du «De virtutibus et vitiis» d'Alcuin in Alcuin, de York à Tours. Ecriture, pouvoir et réseaux dans l'Europe du haut Moyen Age, cur. Bruno Judic e Philippe Depreux, Tours Rennes, Presses Universitaires de Rennes, Université de Tours, 2004.
- E. S. Duckett, Alcuin, Friend of Charlemagne. His World and his Works, Hamden 1965.
- A. Fleming West, Alcuin and the Rise of the Christian Schools, New York, Greenwood Press, 1969.
- M. Fox, Alcuin the Exegete: The Evidence of the Quaestiones in Genesim, in C. Chazelle, V.N.E. Burton, The Study of the Bible in the Carolingian Era, Medieval Church Studies, 3, Turnhout, Brepols, 2003, pp. 39-60.
- M. Fox, Alcuin's “Expositio in epistolam ad Hebraeos”, in «Journal of Medieval Latin», 18, 2008, pp. 326-45.
- F. L. Ganshof, La révision de la Bible par Alcuinus, in «Bibliothèque d'Humanisme et Renaissance. Travaux et Documents», 9, 1947, pp. 7-20.
- C.J.B. Gaskoin, Alcuin: His Life and His Work, New York, 1904.
- M. M. Gorman Rewriting Augustine: Alcuin’s Commentary on the Gospel of John, in «Revue bénédectine», 119, 2009, pp. 36-85.
- (FR) Jules Hénocque, Histoire de l'abbaye et de la ville de Saint-Riquier, vol. 1, Amiens, A. Douillet, 1880.
- M. Kieling. Terrena non amare sed coelestia: Theologie der Welt in Alkuins Commentaria super Ecclesiasten, Frankfurt am Main, Lang, 2002.
- D. Knowles, The Evolution of Medieval Thought, Londra, Longman, 1962.
- C. Leonardi, Alcuino e la scuola palatina: le ambizioni di una cultura unitaria, in Nascita dell'Europa ed Europa Carolingia: un'equazione da verificare, 2 voll., CISAM, Spoleto, 1981.
- Donatella Marocco Stuardi, Alcuino di York nella tradizione degli «Specula principis», Milano, F. Angeli, 1999.
- R. Savigni, Le commentaire d’Alcuin sur l’Épître aux Hébreux et le thème du sacrifice, in «Annales de Bretagne et des Pays de l’Ouest», 2004, 111-3, pp. 245–267.
- J. Solana Pujalte, Análisis métrico-prosódico de la poesía de Alcuino de York, Sevilla 1991.
- Kerstin Springsfeld, Alkuins Einfluss auf die Komputistik zur Zeit Karls des Großen, Stuttgart, F. Steiner, 2002.
- L. Wallach, Alcuin and Charlemagne, Ithaca (NY) 1968;
- S. Viarre, Les Carmina d' Alcuin et la réception de la tradition chrétienne dans les formes antiques in: Lateinische Kultur im VIII. Jahrhundert. Traube-Gedenkschrift, pp. 217 – 251;
- Wilhelm Wattenbach, Ernst Dümmler (eds.),  Bibliotheca rerum germanicarum: Monumenta alcuiniana a Philippo Iaffeo [Philippe Jaffé] praeparata, Berlino, Weidemann, 1873.
- F. Weichert, Alkuin als Exeget, Diss. Münster, 1950.